# 27-я добровольческая пехотная дивизия СС «Лангемарк» (1-я фламандская)
27-я добровольческая пехотная дивизия СС «Лангемарк» (1-я фламандская) (нем. 27. SS-Freiwilligen-Grenadier-Division «Langemark» (flämische Nr. 1), нидерл. 27. SS-Freiwilligen-Grenadier-Division Langemarck) — тактическое соединение войск СС нацистской Германии.

## Формирование
В начале войны с СССР из жителей бельгийской провинции Фландрия был создан добровольческий легион «Фландрия». В 1943 году легион был переформирован в штурмовую бригаду СС «Лангемарк». 19 октября 1944 года в Зольтау 6-я штурмовая бригада СС «Лангемарк» была переформирована в 27-ю добровольческую моторизованную дивизию СС «Лангемарк» (фламандская № 1). Немцы планировали создание полноценной трёхполковой дивизии путём сбора фламандских добровольцев из всех родов войск. Однако к концу декабря удалось сформировать лишь два пехотных полка.

## Боевой путь
В ходе операции «Гриф» планировалось использовать боевую группу фламандцев в наступлении на Бульже. Однако провал наступления не дал осуществиться этому замыслу, и дивизия продолжила своё обучение. В конце января 1945 года подразделения «Лангемарк» были отправлены в Померанию. Дивизия была подчинена 3-му танковому корпусу СС и заняла позиции у Старгарда. Здесь подразделения дивизии оборонялись на линии шоссе Старгард — Риц и на севере от города Арнсвальде.
В марте 3-й танковый корпус СС перешёл в подчинение 3-й танковой армии, в составе которой фламандцы участвовали в боях в округе Ина. Отсюда дивизия отошла в предместье Альтдамма, где заняла оборону. Здесь её состав был реорганизован в боевую группу из двух батальонов с несколькими штурмовыми орудиями. В конце марта 1945 года эта боевая группа была выведена из Альтдамма и отправлена на юго-запад от Штеттина в район города Гартц. Из Гартца фламандцы отступили к Пренцлау, затем к Фельдбергу и, пройдя через Нойштрелиц, сдались англичанам.

## Организация
- 66-й добровольческий пехотный полк СС (SS-Freiwilligen-Grenadier-Regiment 66)
- 67-й добровольческий пехотный полк СС (SS-Freiwilligen-Grenadier-Regiment 67)
- 68-й добровольческий пехотный полк СС (SS-Freiwilligen-Grenadier-Regiment 68)
- 27-й артиллерийский полк СС (SS-Freiwilligen-Artillerie-Regiment 27)
- 27-й противотанковый артиллерийский дивизион СС (SS-Panzerjäger-Abteilung 27)
- 27-й батальон связи СС (SS-Nachrichten-Abteilung 27)
- 27-й сапёрный батальон СС (SS-Pionier-Bataillon 27)
- 27-й полевой запасной батальон СС (SS-Feldersatz-Bataillon 27)
- 27-й санитарный батальон СС (SS-Sanitäts-Abteilung 27)

## Подчинение
- Командование резервной армии (октябрь 1944 — январь 1945)
- 3-й (германский) танковый корпус СС (январь — апрель 1945)

## Командиры
- оберштурмбаннфюрер СС Конрад Шеллонг (19 — 28 октября 1944)
- оберфюрер СС Томас Мюллер (28 октября 1944 — 2 мая 1945)